# Дударчук Юлія Сергіївна
Юлія Сергіївна Костюк (Дударчук) (нар. 13 жовтня 1996, Мельники, Волинська область, Україна) – українська футзалістка та футболістка, гравець харківської футзальної команди «Tesla». Майстер спорту України з футзалу (2014), Майстерка спорту України міжнародного класу з футзалу (наказ №6123 від 17.12.2019). Гравець національної збірної України з футзалу.

## Юність та освіта
Юлія Костюк народилася у селі Мельники Шацького району Волинської області. 
Перший тренер - Юрій Дударчук, рідний брат тата, який у той час працював шкільним тренером.
Під час районних змагань юну спортсменку помітив тренер Шацької ДЮСШ Володимир Кубай та запросив у свою секцію. Щоправда зупинка виявилася не тривалою – тренер не бачив майбутнього у більшості гравців, окрім Дударчук.
Літом 2019 року перейшла в харківський клуб «Tesla».
Літом 2020 року у складі «Мрії-2006» з Ананьєва стала переможницею Кубку європейських чемпіонів з пляжного футболу.

### Освіта
Навчається у Полтавському національному педагогічному університеті імені Володимира Короленка.

### Хобі
Прогулянки на природі.

## Ігрова кар'єра

### У футболі
- чемпіон України з футболу серед жіночих команд (1 ліга) сезону 2014 року.

### У футзалі

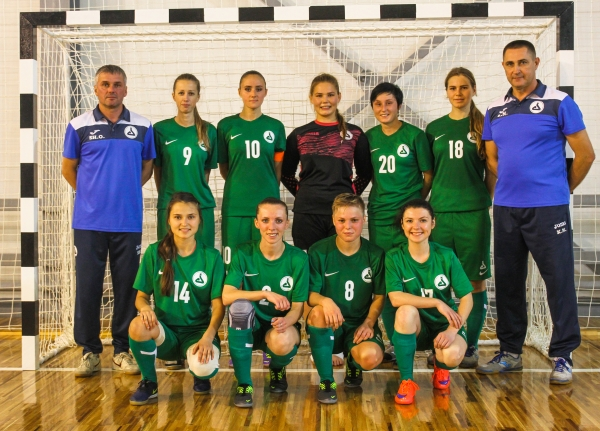
У складі "ПЗМС" (стоїть друга справа)

У 2010 році переїхала до Полтави, де навчалася у місцевому спортивному інтернаті. Під керівництвом Ольги та Сергія Ягодкіних стала переможницею футбольного чемпіонату України у Першій лізі, а також багаторазовим призером чемпіонату України з футзалу.
- майстер спорту України з футзалу (наказ №2495 Міністерства молоді та спорту України від 31.07.2014 року)
- срібний призер Чемпіонату України з футзалу 2012 – 2013, 2010 – 2011.
- бронзовий призер Чемпіонату України з футзалу 2015 – 2016, 2014 – 2015, 2011 – 2012
- другий бомбардир чемпіонату України з футзалу (18 м’ячів, сезон 2016 – 2017)
- найкращий молодий гравець чемпіонату України (2015/2016).[2]
- Трійка найкращих футзалісток України (1): 2020[5]

## Виступи за збірну

### Футзал
Наприкінці листопада 2015 року отримала виклик до національної збірної України на товариські матчі з італійками у Львові. В обох протистояннях виходила на паркет, але забитими м’ячами не відзначилась. Наступного разу футзалістку викликали до лав збірної у квітні 2017 року. 22 квітня забила два м'ячі збірній Польщі у товариську матчі.

## Державні нагороди
- Медаль «За працю і звитягу» (7 вересня 2023) — За досягнення високих спортивних результатів на ІІІ Європейських іграх у м.Кракові (Республіка Польща), виявлені самовідданість та волю до перемоги, піднесення міжнародного авторитету України.[9]